# Jaime Girabau
Jaime Girabau Estévez (Sabadell, 22 de abril de 1914 - Madrid, 21 de enero de 1942) fue un político comunista español, ejecutado por la dictadura franquista.

## Biografía
Trabajador textil en Sabadell, fue miembro de la Comisión Nacional de las Juventudes Socialistas Unificadas (JSU), incorporándose al Partido Comunista en 1936. Iniciada la Guerra Civil, se incorporó a la expedición que trataba de liberar Mallorca de los sublevados al mando del capitán Alberto Bayo Giroud. Luego luchó en el frente de Aragón, siendo comisario de la 143.ª Brigada Mixta y de la 30.ª División —esta última, durante los últimos días de la campaña de Cataluña—.
Pasó a Francia al final de la guerra, trasladándose después a Cuba. En 1941 fue enviado a Lisboa por la dirección del Partido Comunista para reforzar a Isidoro Diéguez y el grupo que encabezaba. Todos ellos fueron detenidos por la policía portuguesa y entregados a las autoridades franquistas. Fue juzgado en un consejo de guerra y condenado a la muerte, siendo ejecutado junto a Isidoro Diéguez, Jesús Larrañaga, Manuel Asarta, Joaquín Valverde, Jesús Gago, Francisco Barreiro Barciela y Eladio Rodríguez González.
Con posterioridad, una brigada del maquis organizada por el PSUC llevó simbólicamente su nombre.